# Della repubblica tedesca
Della repubblica tedesca (titolo originale tedesco: Von deutscher Republik) è un saggio dello scrittore tedesco Thomas Mann, composto nell'ottobre 1922, Fu stampato nella «Die neue Rundschau» nel successivo novembre e diffuso in un opuscolo a sé nel 1923; nel 1925 fu accolto in Bemühungen, primo tomo della Seconda Serie delle Opere di Thomas Mann. In Italia è stato pubblicato nella silloge Moniti all'Europa a cura di Lavinia Mazzucchetti.

## Contenuto

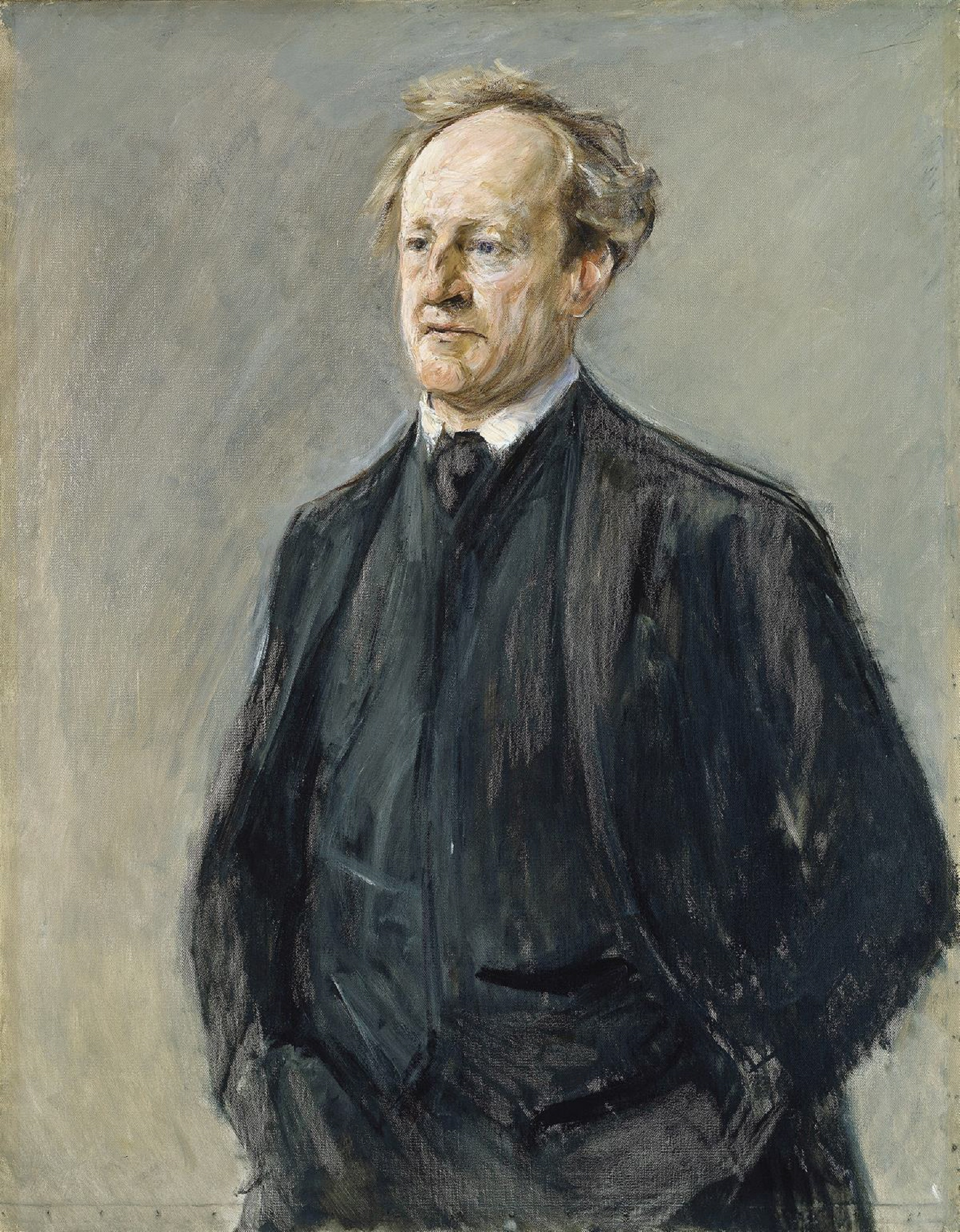
Ritratto di Gerhart Hauptmann (olio di Max Liebermann, 1922)

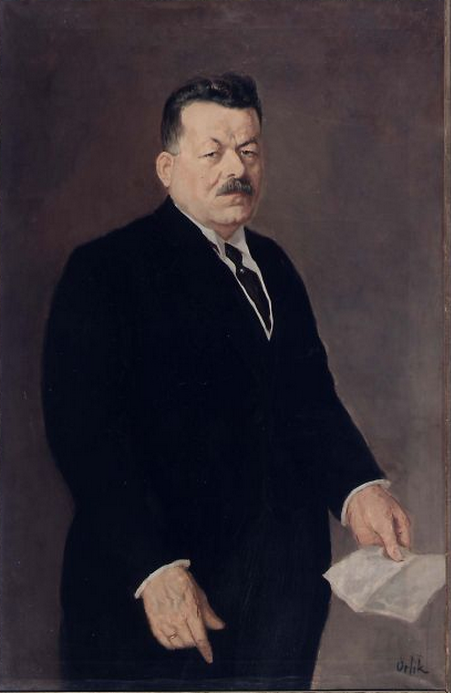
Ritratto di Friedrich Ebert (olio di Emil Orlik, 1922

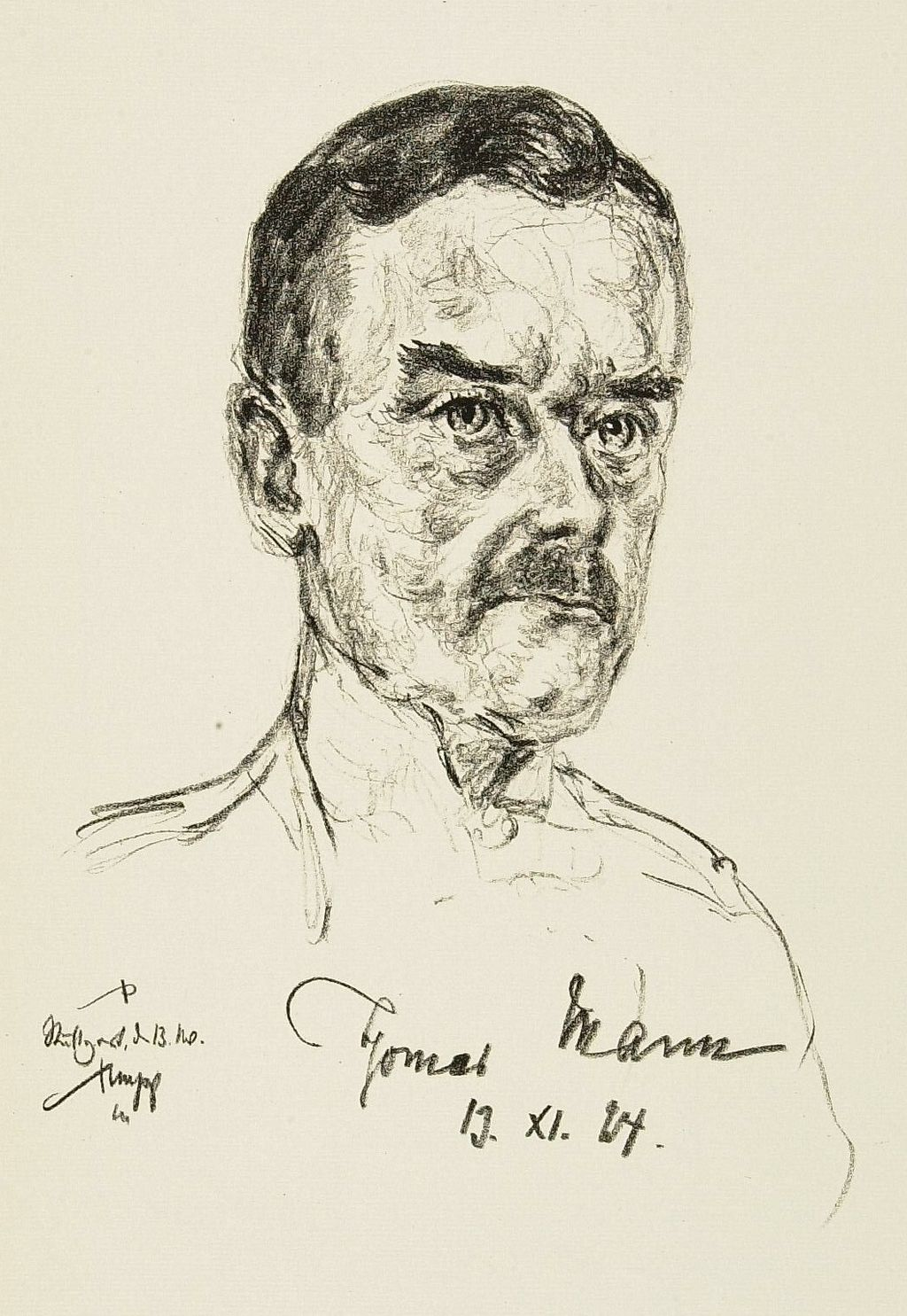
Ritratto di Thomas Mann (litografia di Emil Stumpp, 1924

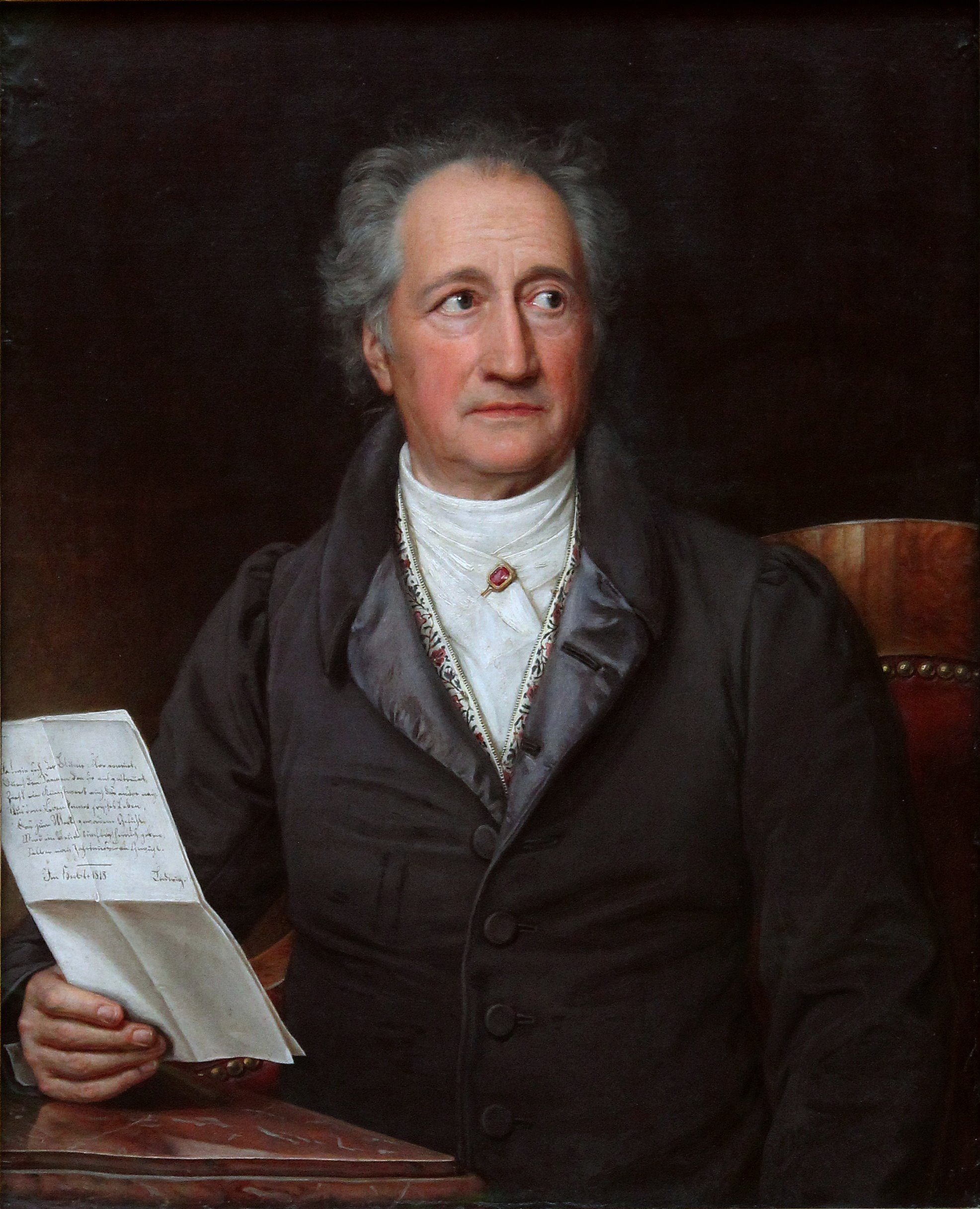
Johann Wolfgang von Goethe a Weimar (ritratto di J. K. Stieler, 1828)

Della repubblica tedesca è il testo del discorso pronunciato il 15 ottobre 1922 da Thomas Mann nella Sala Beethoven a Berlino in occasione del sessantesimo compleanno del poeta e drammaturgo Gerhart Hauptmann, uno dei maestri del naturalismo tedesco, vincitore del premio Nobel per la letteratura nel 1912. Nella sala, oltre allo stesso Hauptmann, era presente il presidente della Repubblica, il socialdemocratico Friedrich Ebert. Era presente anche un alto numero di spettatori – soprattutto giovani, schierati su posizioni nazionalistiche, nostalgiche del passato dinastico-imperiale della Germania e quindi contrari agli ordinamenti democratici della Repubblica di Weimar – le cui rumorose contestazioni sono registrate nel resoconto dell'intervento di Thomas Mann.
Per Mann il prestigio di Gerhart Hauptmann è fondato principalmente sulla sua «schietta popolarità», espressione con cui Novalis definiva l'ideale del germanesimo. Poiché, come Whitman, anche Mann proclama l'identità fra umanità e democrazia, ne consegue che quella di Hauptmann è una popolarità di carattere eminentemente umano. Thomas Mann spiega che la democrazia – contrariamente a quanto affermano i suoi oppositori – si adatta alla cultura e alla tradizione tedesche meglio del guglielminismo e dell'"oscurantismo sentimentale", ossia il romanticismo tedesco, soprattutto «quando l'oscurantismo sentimentale si organizza in terrore e disonora il Paese con ripugnanti e folli assassinii». In particolare, l'amichevole e umile apparizione pubblica del presidente del Reich Friedrich Ebert lo ha convinto che la democrazia sia una cosa più tedesca della "imperiale Opera di gala". Infine Mann espone qual è l'intento del suo intervento:
(Thomas Mann, Della repubblica tedesca, in Moniti all'Europa, trad. di Cristina Baseggio, Milano, Mondadori, 2017, ISBN 978-88-04-68173-1.)

## Contesto storico
Il Trattato di Versailles fu molto gravoso e umiliante per la Germania, tanto da essere definito da Kaynes una «Pace cartaginese». Nell'ultima fase della prima guerra mondiale si ebbe in Germania un'insurrezione sul modello russo del 1917 (la cosiddetta "rivoluzione di novembre") che avrebbe dato poi modo alle forze nazionalistiche e militaristiche di sostenere che la Germania era stata vinta per questa «pugnalata alla schiena» ricevuta da sovversivi e traditori all'interno, mentre l'esercito si ritirava «invitto» dalle posizioni occupate fino ad allora in Francia e altrove. Contemporaneamente movimenti separatistici e disordini di ogni genere sembrarono minacciare la dissoluzione del paese. Si poté superare la fase di maggior tensione grazie a un governo socialdemocratico che, per mantenere l'unità germanica, si avvalse dell'appoggio delle forze armate (Patto Ebert-Groener). La repubblica tenne la sua assemblea costitutiva a Weimar, simbolo dell'umanesimo goethiano rispetto alla tradizione prussiano-militaristica di Berlino, fino all'adozione della sua carta costituzionale democratica. Nel contempo coesistevano gravi problemi finanziarii (nel 1922 il paese fu teatro di una inflazione spaventosa) e di violenza politica.

## Critica
Il discorso di Thomas Mann, autore pochi anni prima delle Considerazioni di un impolitico, provocò rumorose contestazioni a cui l'autore reagì affermando:
(Thomas Mann, Della repubblica tedesca, in Moniti all'Europa, trad. di Cristina Baseggio, Milano, Mondadori, 2017, ISBN 978-88-04-68173-1.)
Per Lavinia Mazzucchetti «il grande discorso berlinese del 1922 Della repubblica tedesca, in cui Thomas Mann deliberatamente e solennemente aderì al tentativo repubblicano della nuova Germania weimariana». Per Carlo Ossola, in «Della Repubblica tedesca, del 1922, Thomas Mann traccia quasi un programma per la giovane repubblica di Weimar, associando l’eredità spirituale di Novalis e quella sociale di Whitman; la formula che ne discende: "Comunità e pluralismo" sorreggerà poi sempre la riflessione sulla democrazia di Mann».
Per Giorgio Napolitano, in Della repubblica tedesca Thomas Mann 
(Giorgio Napolitano, "Introduzione" a Moniti all'Europa, Milano, Mondadori, 2017, ISBN 978-88-04-68173-1.)
Secondo Massimo Cacciari, «Nessuno potrà mai comprendere il dramma del dopoguerra tedesco e la crisi della Repubblica di Weimar, già immanente all'atto della sua fondazione, se non mediterà sul grande discorso Della repubblica tedesca tenuto da Mann a Berlino nell'ottobre del 1922. Gli sta alla pari forse soltanto quello di Max Weber agli studenti di Monaco durante la rivoluzione del '18. È l'appello alla ragione, al realismo politico, alla sobrietà del discorso contro l'attivismo tumultuoso e impaziente; è l'appello alla forma contro l'impeto della vita che vorrebbe non riconoscere altro ordine, altro limite che quelli dell'espressione della propria potenza». Il mancato rifiuto delle posizioni espresse in Considerazioni di un impolitico dipende dal fatto che «Mann si è formato in Schopenhauer, in Nietzsche, in Wagner; il suo Goethe era il Goethe di costoro. Non li potrà mai abbandonare, ma re-interpretare e rivivere soltanto».

## Edizioni
- (DE) Thomas Mann, Von deutscher Republik. Vor der Drucklegung als Rede gehalten im Berliner Beethovensaal am 15. Oktober 1922, Berlin, S. Fischer Verlag, 1923,  p. 40.
- (DE) Hermann von Kurzke e Stephan Stachorski (a cura di), Von deutscher Republik, in Essays, Band 2: Für das neue Deutschland 1919-1925, Frankfurt am Main, Fischer Taschenbuch Verlag, 1993,  pp. 122-133.
- (IT) Lavinia Mazzucchetti (a cura di), Della repubblica tedesca, in Moniti all'Europa, traduzione di Cristina Baseggio, Milano, Mondadori, 1947.
- (IT) Lavinia Mazzucchetti (a cura di), Della repubblica tedesca, in Moniti all'Europa, traduzione di Cristina Baseggio, Introduzione di Giorgio Napolitano, Milano, Mondadori, 2017, ISBN 978-88-04-68173-1.